# Onthophagus atriglabrus
Onthophagus atriglabrus là một loài bọ cánh cứng trong họ Bọ hung (Scarabaeidae).